# Androctonus maroccanus
Androctonus maroccanus – gatunek skorpiona z rodziny Buthidae.
Androctonus maroccanus jest gatunkiem endemicznym dla atlantyckich terenów przybrzeżnych środkowej części Maroka. Gatunek został opisany w 2009 przez Wilsona R. Lourenço, Érica Ythiera i Elise-Anne Leguin. Typ nomenklatoryczny zebrał we wrześniu 2009 F. Principaud. Nazwa jest nawiązaniem do kraju występowania.